# 제어판 (윈도우)
마이크로소프트 윈도우에서 제어판은 그래픽 사용자 인터페이스의 일부이며, 새 하드웨어 추가, 프로그램 추가 및 제거(프로그램 및 기능), 사용자 계정 관리, 접근성 옵션의 변경과 같이 기본적인 시스템 설정과 상태를 보고 필요하면 사용자가 설정을 바꿀 수 있도록 해 준다.
제어판은 윈도우의 첫 버전인 윈도우 1.0부터 추가된 마이크로소프트 윈도우 고유의 부분으로 많은 수의 애플릿이 뒤에 발표된 버전마다 추가되었으며, 기본적인 부분 말고도 외부 소프트웨어에 의해 애플릿이 추가되기도 한다. 제어판은 독립적인 프로그램으로, 폴더로 보이지 않고, 윈도우 XP와 윈도우 비스타의 경우 시작 메뉴를 통해 접근할 수 있으며, SYSTEM32 디렉터리에 있는 control.exe라는 파일 이름으로 보관되어 있다.
최근 버전의 윈도우에서는, 종류별 보기와 클래식 보기 두 가지 보기 형태가 있으며 제어판 창의 왼쪽 부분에 나타나는 옵션을 통해 보기 형태를 바꿀 수 있으며 이와 별도로 제어판의 구성 요소는 다른 방식으로도 접근할 수 있다. 이를테면, 디스플레이 설정은 바탕 화면에서 마우스 오른쪽 단추를 눌러서 나타나는 메뉴에서 '등록 정보'(윈도우98/ME) 또는 '속성'(윈도우XP) 또는 '개인 설정'(윈도우 비스타 이상)을 선택함으로써 접근할 수 있다.

## 자세한 기술 설명
"폴더 보기"는 다음의 레지스트리 키를 사용하여 고전 또는 분류 보기로 볼 수 있다.
HKEY_CURRENT_USER\Software\Microsoft\Windows\CurrentVersion\Policies\Explore\ForceClassicControlPanel
다른 윈도우 폴더는 이름이 지정된 경우 제어판의 역할을 추측해 낼 수 있다. 이름 그대로 다음과 같다:
Control Panel.{21EC2020-3AEA-1069-A2DD-08002B30309D}

## 표준 애플릿
- 접근성 옵션 (Access.cpl) (control /name microsoft.easeofaccesscenter)
  - (윈도우 비스타 이상에서 "접근성 센터"로 이름이 변경됨)
- 새 하드웨어 추가 (hdwwiz.cpl)
- 프로그램 추가/제거 (appwiz.cpl)
  - (윈도우 비스타 이상에서 "프로그램 및 기능"으로 이름이 변경됨)
- 관리 도구 (control admintools)
- 자동 업데이트 (wuaucpl.cpl)
- 날짜 및 시간 (timedate.cpl)
- 디스플레이 (control desktop) (desk.cpl)
  - (윈도우 비스타, 7, 8.1에서 "개인 설정"으로 이름이 변경됨)
- 폴더 옵션 (control folders) (rundll32.exe shell32.dll, Options_RunDLL 0)
- 글꼴 (control fonts)
- 인터넷 옵션 (inetcpl.cpl)
- 게임 컨트롤러 (joy.cpl) (control /name microsoft.gamecontrollers)
- 키보드 (control keyboard) (main.cpl)
- 메일 (mlcfg32.cpl) (mlcfg.cpl)
- 마우스 (control mouse) (main.cpl)
- 네트워크 연결 (control netconnections) (ncpa.cpl)
- 전화 및 모뎀 옵션 (telephon.cpl)
- 전원 옵션 (powercfg.cpl)
- 프린터 및 팩스 (control printers) (control /name microsoft.devicesandprinters)
- 지역 및 언어 설정 (intl.cpl) = 지역 및 언어 옵션
- 보안 센터 (Windows 7 & 8.x) (wscui.cpl)
  - 윈도우 10에서 "보안 및 유지 관리"로 이름이 변경됨
- 소림 및 오디오 장치 (mmsys.cpl)
- 텍스트 음성 변환 (Sapi.cpl)
- 시스템 (Sysdm.cpl)
- 작업 표시줄 및 시작 메뉴 (rundll32.exe shell32.dll, Options_RunDLL 1)
- 사용자 계정 (nusrmgr.cpl)